# Marabel

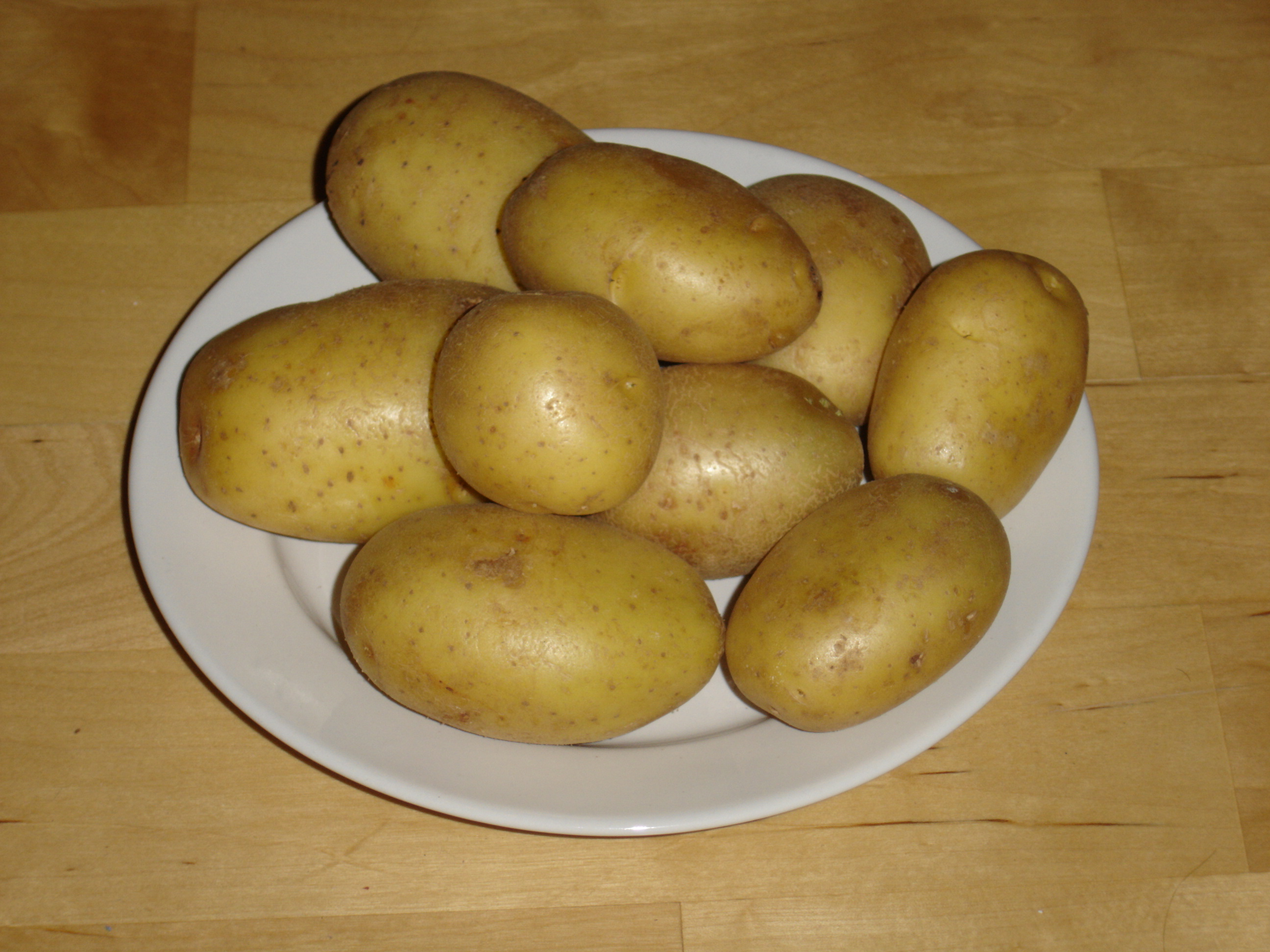
Marabel-Kartoffeln

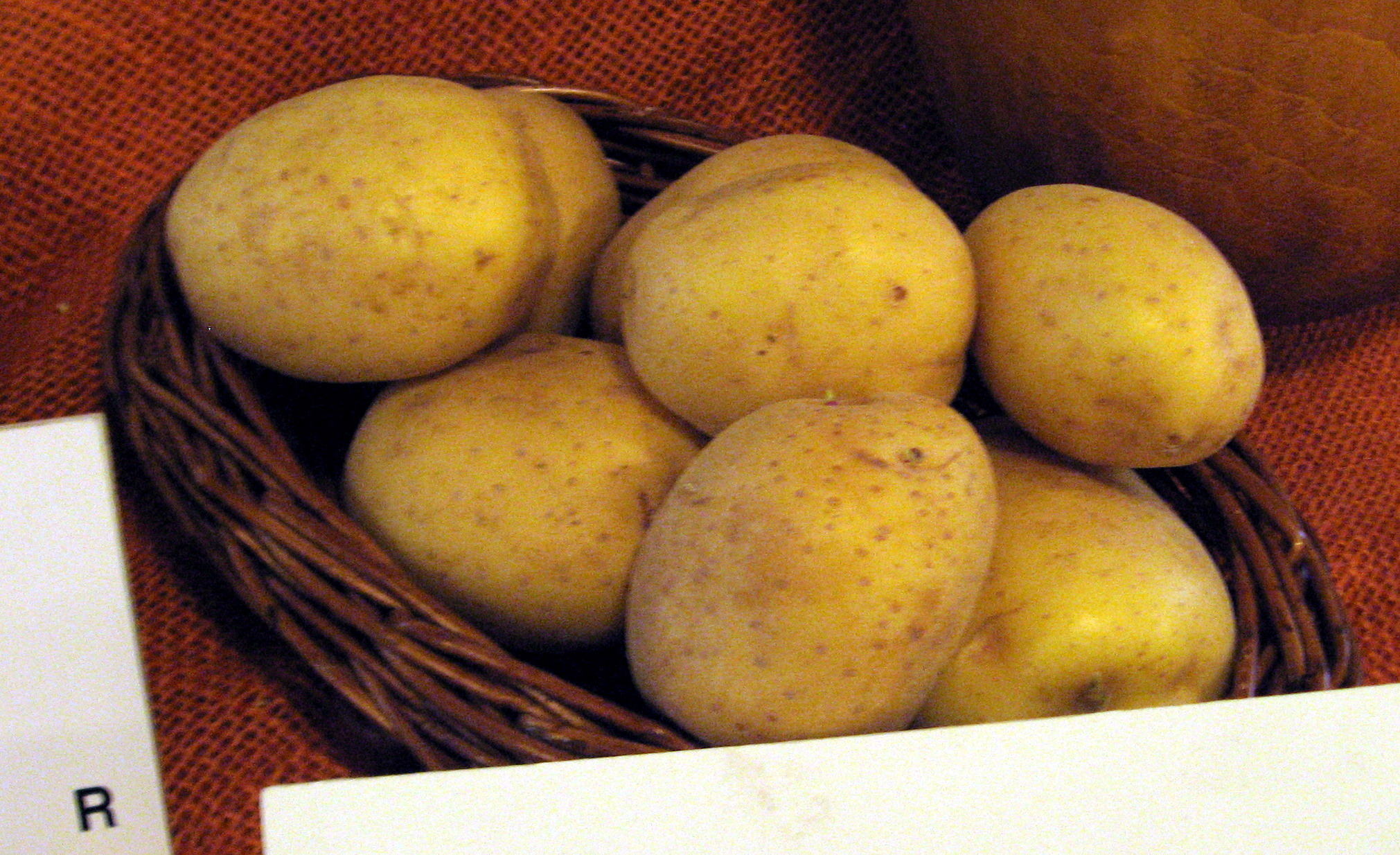
Knollen der Sorte Marabel

Marabel ist eine vorwiegend festkochende, frühreifende Kartoffelsorte, die hauptsächlich in Deutschland,  Mitteleuropa,  aber auch in der Türkei, angebaut wird.
Diese Sorte ist gegen die Biotypen Ro1 und vier der Goldnematode resistent.  Sie ist anfällig für Pfropfenbildung (Rattle-Virus). Eine Blattdüngung mit Stickstoff kurz vor dem Knollenansatz wirkt sich bei der Sorte Marabel besonders positiv aus. Marabel bevorzugt bessere Böden mit gesicherter Wasserversorgung. Züchter ist die zu Europlant gehörende Kartoffelzucht Böhm. Die Erstzüchtung war 1993.
Manche Quellen raten vom Einsatz des Herbizidwirkstoffs Metribuzin in Nachauflaufbehandlungen ab.